# Deutsches Stadion

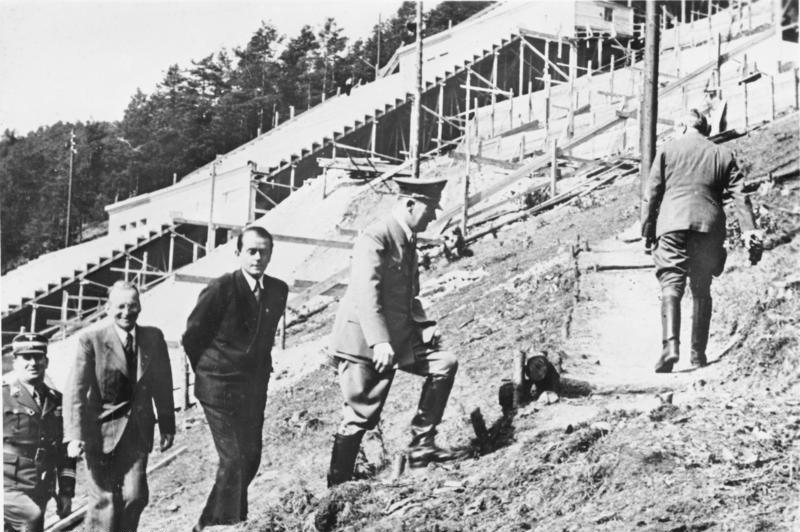
Adolf Hitler i Albert Speer odwiedzają miejsce budowy stadionu

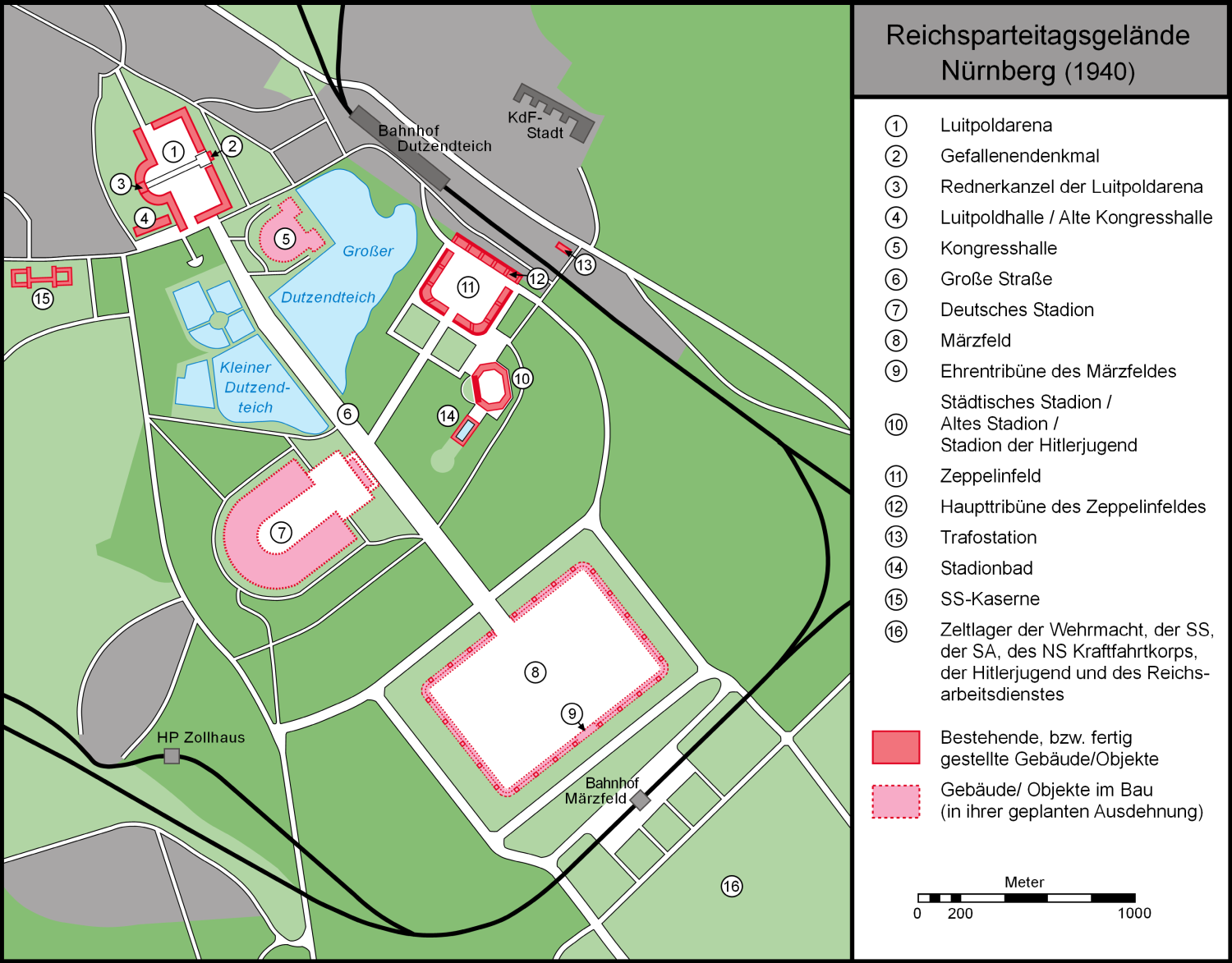
Teren zjazdów NSDAP - Deutsches Stadion oznaczony nr 7

Deutsches Stadion – gigantyczny stadion zaprojektowany przez Alberta Speera, który miał być jednym z budynków wchodzącym w skład terenu zjazdów NSDAP w Norymberdze w Niemczech. Budowę rozpoczęto w 1937 roku i miał zostać ukończony w 1943 roku. Jednak wybuch II wojny światowej spowodował przerwanie prac i stadion nie został nigdy ukończony.

## Projekt
Według Speera, stadion nie był inspirowany Circus Maximus w Rzymie ale inspirował go Panathinaiko w Atenach, który wywarł na nim ogromne wrażenie, kiedy odwiedził go osobiście w 1935 roku. Projekt Speera był gigantycznym połączeniem grecko- rzymskiego modelu, z którego zapożyczył kształt stadionu w postaci końskiej podkowy a główna część stadionu została poprzedzona placem otoczonym kolumnami, Deutsches Stadion położony był na płaskiej powierzchni (24 hektary), miał posiadać pięć kondygnacji z miejscami dla widzów, dzięki czemu miał pomieścić 400 000 osób jednocześnie. Fasada zewnętrzna stadionu miała być wykonana z bloków różowego granitu i miała wznosić się na wysokość 90 metrów zawierającą serię łuków o wysokości 65 metrów opierających się na podstawie z ciemnoczerwonego granitu. Arkady i podium ponownie były inspirowane rzymskim a nie greckim budynkiem. Żeby szybko dostarczyć widzów na najwyższe poziomy, zainstalowano szybkie windy, które jednocześnie mogłyby zabrać 100 pasażerów. Krótkie poprzeczne osie biegnące przez stadion kończyły się na trybunie Hitlera, jego gości i dla prasy.  
Speer zaakceptował kształt stadionu w postaci podkowy po tym gdy odrzucono jego projekt owalnego kształtu zaczerpniętego z amfiteatru. Speer zastanawiał się nad tym, czy koszt stadionu nie będzie zbyt wysoki. Hitler stwierdził iż koszt stadionu będzie mniejszy niż dwa okręty typu Bismarck.

## Planowane przeznaczenie
Wolfgang Lotz napisał o stadionie w 1937 roku że, powinien pomieścić dwa razy więcej ludzi niż Circus Maximus. Akcentował również uczucia społeczne, które powinien zrodzić stadion pomiędzy zawodnikami a publicznością.  
„Jak w starożytnej Grecji, elita i najbardziej doświadczeni ludzie wybrani z narodu powinni rywalizować z sobą wzajemnie. Cały naród w sympatycznym zdumieniu siedziałby w swoich rzędach. Widzowie i zawodnicy połączyliby się w jedno”.
Na stadionie miałyby odbywać się ogólnoświatowe igrzyska pan- germańskie w których brać udział braliby tylko Aryjczycy. Nagrody dla zwycięzców wręczałby sam Hitler. Co więcej, Hitler nie chciał aby stadion bym miejscem rozgrywek tylko dla sportów „germańskich” ale oczekiwał, że każde następne Letnie igrzyska olimpijskie po 1940 roku będą odbywać się na Deutsches Stadion w Norymberdze. Przewidywał, że po zwycięstwie w wojnie państwa i tak nie będą miały wyboru i będą musiały wysyłać swoich sportowców do Niemiec.

## Prototypowe prace konstrukcyjne
W Bawarii w miejscowości Hirschbach, wybudowano tam trybunę główną aby sprawdzić częściowo konstrukcję stadionu. Trybuna nigdy nie była używana i obecnie popada w ruinę.